# Редландс (Колорадо)
Редландс (енгл. Redlands) насељено је место без административног статуса у америчкој савезној држави Колорадо.

## Демографија
По попису из 2010. године број становника је 8.685, што је 642 (8,0%) становника више него 2000. године.
| Група             | 2000.         | 2010.         |
| Белци             | 7.469 (92,9%) | 7.926 (91,3%) |
| Афроамериканци    | 5 (0,1%)      | 11 (0,1%)     |
| Азијати           | 37 (0,5%)     | 67 (0,8%)     |
| Хиспаноамериканци | 420 (5,2%)    | 552 (6,4%)    |
| Укупно            | 8.043         | 8.685         |